# Потопіну
Потопіну (рум. Potopinu) — село у повіті Олт в Румунії. Входить до складу комуни Добрословень.
Село розташоване на відстані 141 км на захід від Бухареста, 26 км на південь від Слатіни, 45 км на схід від Крайови.

## Населення
За даними перепису населення 2002 року у селі проживали 690 осіб, з них 689 осіб (99,9%) румунів. Рідною мовою 689 осіб (99,9%) назвали румунську.